# Кліфф Робінсон (баскетболіст, 1966)
Кліффорд Ральф «Кліфф» Робінсон (англ. Clifford Ralph «Cliff» Robinson; 16 грудня 1966, Баффало, США — 29 серпня 2020) — американський професійний баскетболіст, що грав на позиціях легкого форварда, важкого форварда і центрового за низку команд НБА.

## Ігрова кар'єра
Починав грати у баскетбол у команді Ріверсайдської старшої школи (Баффало, Нью-Йорк). На університетському рівні грав за команду Коннектикут (1985—1989). 5 лютого 2007 року на спеціальній церемонії в університеті його номер 00 назавжди закріпили за ним.
1989 року був обраний у другому раунді драфту НБА під загальним 36-м номером командою «Портленд Трейл-Блейзерс», кольори якої захищав протягом наступних 8 сезонів. Поки він перебував у команді, «Портленд» завжди досягав плей-оф НБА, а 1990 та 1992 року досягав фіналу НБА. 1992 року у фіналі Західної конференції, після переможного матчу станцював на майданчику, що у пресі назвали танцем «дядька Кліффі». Це прізвисько залишилось з ним до кінця кар'єри. У сезоні 1992—1993 виборов нагороду Найкращого шостого гравця НБА, набираючи 19,1 очок, 6,6 підбирань та 1,99 блоки за гру. Через рік був учасником Матчу всіх зірок НБА.
25 серпня 1997 як вільний агент підписав контракт з «Фінікс Санз», де провів чотири сезони. 16 січня 2000 року провів свій найрезультативніший матч у кар'єрі, набравши 50 очок у матчі проти «Денвер Наггетс».
29 червня 2001 року перейшов до «Детройт Пістонс» в обмін на Джада Бюхлера та Джона Воллеса. У складі «Детройта» провів наступні 2 сезони своєї кар'єри.
21 серпня 2003 разом з Пепе Санчесом був обміняний до «Голден-Стейт Ворріорс» на Боба Суру. За «Ворріорс» він відіграв 2 сезони. Саме виступаючи за цю команду Робінсон вперше не попав до плей-оф.
Останньою ж командою в кар'єрі гравця стала «Нью-Джерсі Нетс», до складу якої він приєднався 2005 року і за яку відіграв 2 сезони.
2014 року був включений до команди, яку зібрав Денніс Родман, як частину «баскетбольної дипломатії». Метою було зіграти зі збірною Північної Кореї, щоб відсвяткувати день народження Кім Чен Ина. До команди Родмана також було включено Віна Бейкера, Кенні Андерсона, Крега Годжеса, Дага Крісті, Сліпі Флойда та Чарльза Сміта.

## Статистика виступів в НБА

### Регулярний сезон
| Сезон              | Команда                   | GP   | GS  | MPG  | FG%  | 3P%  | FT%  | RPG | APG | SPG | BPG | PPG  |
| ------------------ | ------------------------- | ---- | --- | ---- | ---- | ---- | ---- | --- | --- | --- | --- | ---- |
| 1989–90            | «Портленд Трейл-Блейзерс» | 82   | 0   | 19.1 | .397 | .273 | .550 | 3.8 | .9  | .6  | .6  | 9.1  |
| 1990–91            | «Портленд Трейл-Блейзерс» | 82   | 11  | 23.7 | .463 | .316 | .653 | 4.3 | 1.8 | 1.0 | .9  | 11.7 |
| 1991–92            | «Портленд Трейл-Блейзерс» | 82   | 7   | 25.9 | .466 | .091 | .664 | 5.1 | 1.7 | 1.0 | 1.3 | 12.4 |
| 1992–93            | «Портленд Трейл-Блейзерс» | 82   | 12  | 31.4 | .473 | .247 | .690 | 6.6 | 2.2 | 1.2 | 2.0 | 19.1 |
| 1993–94            | «Портленд Трейл-Блейзерс» | 82   | 64  | 34.8 | .457 | .245 | .765 | 6.7 | 1.9 | 1.4 | 1.4 | 20.1 |
| 1994–95            | «Портленд Трейл-Блейзерс» | 75   | 73  | 36.3 | .452 | .371 | .694 | 5.6 | 2.6 | 1.1 | 1.1 | 21.3 |
| 1995–96            | «Портленд Трейл-Блейзерс» | 78   | 76  | 38.2 | .423 | .378 | .664 | 5.7 | 2.4 | 1.1 | .9  | 21.1 |
| 1996–97            | «Портленд Трейл-Блейзерс» | 81   | 79  | 38.0 | .426 | .346 | .696 | 4.0 | 3.2 | 1.2 | .8  | 15.1 |
| 1997–98            | «Фінікс Санз»             | 80   | 64  | 29.5 | .479 | .321 | .689 | 5.1 | 2.1 | 1.2 | 1.1 | 14.2 |
| 1998–99            | «Фінікс Санз»             | 50   | 35  | 34.8 | .475 | .417 | .697 | 4.5 | 2.6 | 1.5 | 1.2 | 16.4 |
| 1999–2000          | «Фінікс Санз»             | 80   | 67  | 35.5 | .464 | .370 | .782 | 4.5 | 2.8 | 1.1 | .8  | 18.5 |
| 2000–01            | «Фінікс Санз»             | 82   | 82  | 33.5 | .422 | .361 | .709 | 4.1 | 2.9 | 1.1 | 1.0 | 16.4 |
| 2001–02            | «Детройт Пістонс»         | 80   | 80  | 35.7 | .425 | .378 | .694 | 4.8 | 2.5 | 1.1 | 1.2 | 14.6 |
| 2002–03            | «Детройт Пістонс»         | 81   | 69  | 34.9 | .398 | .336 | .676 | 3.9 | 3.3 | 1.1 | 1.1 | 12.2 |
| 2003–04            | «Голден-Стейт Ворріорс»   | 82   | 82  | 34.7 | .387 | .357 | .711 | 4.1 | 3.3 | .9  | .9  | 12.2 |
| 2004–05            | «Голден-Стейт Ворріорс»   | 42   | 29  | 26.0 | .398 | .331 | .603 | 2.7 | 1.8 | 1.0 | .9  | 8.5  |
| 2004–05            | «Нью-Джерсі Нетс»         | 29   | 0   | 20.7 | .361 | .379 | .692 | 3.3 | 1.0 | .6  | .5  | 6.0  |
| 2005–06            | «Нью-Джерсі Нетс»         | 80   | 13  | 23.3 | .427 | .343 | .658 | 3.3 | 1.1 | .6  | .5  | 6.9  |
| 2006–07            | «Нью-Джерсі Нетс»         | 50   | 1   | 19.1 | .372 | .379 | .444 | 2.4 | 1.0 | .2  | .5  | 4.1  |
| Усього за кар'єру  | Усього за кар'єру         | 1380 | 844 | 30.8 | .438 | .356 | .689 | 4.6 | 2.2 | 1.0 | 1.0 | 14.2 |
| В іграх усіх зірок | В іграх усіх зірок        | 1    | 0   | 18.0 | .625 | .000 | –    | 2.0 | 5.0 | 1.0 | .0  | 10.0 |

### Плей-оф
| Сезон             | Команда                   | GP  | GS | MPG  | FG%  | 3P%  | FT%   | RPG | APG | SPG | BPG | PPG  |
| ----------------- | ------------------------- | --- | -- | ---- | ---- | ---- | ----- | --- | --- | --- | --- | ---- |
| 1990              | «Портленд Трейл-Блейзерс» | 21  | 6  | 18.6 | .358 | .000 | .558  | 4.1 | 1.1 | .9  | 1.1 | 6.5  |
| 1991              | «Портленд Трейл-Блейзерс» | 16  | 0  | 22.1 | .538 | .333 | .551  | 3.9 | 1.1 | .4  | 1.0 | 10.3 |
| 1992              | «Портленд Трейл-Блейзерс» | 21  | 0  | 24.9 | .462 | .167 | .571  | 4.2 | 2.0 | 1.0 | 1.0 | 10.8 |
| 1993              | «Портленд Трейл-Блейзерс» | 4   | 0  | 32.8 | .262 | .000 | .409  | 4.3 | 1.5 | 1.5 | 1.8 | 10.3 |
| 1994              | «Портленд Трейл-Блейзерс» | 4   | 4  | 37.3 | .412 | .222 | .875  | 6.3 | 2.5 | .8  | 1.5 | 16.3 |
| 1995              | «Портленд Трейл-Блейзерс» | 3   | 3  | 39.7 | .362 | .235 | .563  | 6.3 | 2.7 | .7  | .3  | 15.7 |
| 1996              | «Портленд Трейл-Блейзерс» | 5   | 5  | 36.2 | .344 | .261 | .757  | 3.6 | 1.6 | 1.4 | 1.0 | 15.2 |
| 1997              | «Портленд Трейл-Блейзерс» | 4   | 4  | 40.3 | .362 | .188 | .688  | 6.8 | 3.0 | .5  | 1.0 | 12.0 |
| 1998              | «Фінікс Санз»             | 4   | 4  | 23.0 | .273 | .000 | .778  | 3.0 | .8  | .8  | .5  | 6.3  |
| 1999              | «Фінікс Санз»             | 3   | 3  | 39.0 | .475 | .222 | .636  | 5.3 | 2.7 | 2.0 | .3  | 15.7 |
| 2000              | «Фінікс Санз»             | 9   | 9  | 37.0 | .386 | .325 | .733  | 6.0 | 2.1 | 1.2 | .8  | 17.6 |
| 2001              | «Фінікс Санз»             | 4   | 4  | 28.5 | .420 | .250 | .636  | 4.0 | 1.0 | 1.5 | .5  | 15.0 |
| 2002              | «Детройт Пістонс»         | 10  | 10 | 40.9 | .363 | .340 | .800  | 3.0 | 2.9 | 1.8 | 1.9 | 13.2 |
| 2003              | «Детройт Пістонс»         | 17  | 17 | 30.8 | .358 | .373 | .595  | 2.7 | 2.9 | .9  | .8  | 9.3  |
| 2005              | «Нью-Джерсі Нетс»         | 4   | 0  | 17.8 | .407 | .286 | 1.000 | 2.5 | 1.3 | .8  | .3  | 7.0  |
| 2006              | «Нью-Джерсі Нетс»         | 8   | 0  | 24.8 | .333 | .316 | .800  | 3.3 | .6  | 1.1 | .4  | 4.5  |
| 2007              | «Нью-Джерсі Нетс»         | 4   | 0  | 5.0  | .167 | .500 | .0    | .0  | .0  | .3  | .0  | .8   |
| Усього за кар'єру | Усього за кар'єру         | 141 | 69 | 27.6 | .393 | .298 | .629  | 3.9 | 1.8 | 1.0 | .9  | 10.3 |

## Особисте життя
Одружений з Гезер Лафкінс та виховує сина Айзею, який також грає в баскетбол.
2001 року був заарештований за зберігання та вживання марихуани. Через це отримав одноматчеву дискваліфікацію в НБА. Згодом, повторивши порушення закону, був відлучений від НБА на п'ять ігор. Згодом став активно пропагувати легалізацію марихуани в лікувальних цілях. Після легалізації в Орегоні вийшов на ринок канабісу з псевдонімом Uncle Spliffy.